# Apoteosi di san Girolamo, san Pietro di Alcantara e un francescano
Apoteosi di san Girolamo, san Pietro di Alcantara e un santo francescano è un dipinto di Giambattista Pittoni, realizzato nel 1725 nella collezione permanente del National Gallery of Scotland a Edimburgo.

## Stile
Il soggetto vede i due Santi Francescani, con la rappresentazione di San Pietro di Alcantara, Santo della controriforma spagnola, che è molto rara a Venezia.